# Vlkov (Tábor)
Vlkov è un comune della Repubblica Ceca facente parte del distretto di Tábor, in Boemia Meridionale.